# Glyphonyx fleutiauxi
Glyphonyx fleutiauxi is een keversoort uit de familie kniptorren (Elateridae). De wetenschappelijke naam van de soort is voor het eerst geldig gepubliceerd in 1973 door Ôhira. De soort werd genoemd naar de Franse entomoloog Edmond Fleutiaux.